# Hjertestarter (medicinsk udstyr)
 For alternative betydninger, se Hjertestarter. (Se også artikler, som begynder med Hjertestarter)
En AED-hjertestarter (Automatisk Ekstern Defibrillator) er et apparat beregnet til brug af lægfolk for at bringe et standset hjerte til at fungere igen ved at påvirke det med elektriske stød, defibrillering der skal fjerne den hjerteflimmer (fibrillering) som forårsagede hjertestoppet. Stødet overføres til hjertet gennem to elektroder der placeres på den nøgne hud. Elektroderne hæfter ved hjælp af en klæbende gel der også er elektrisk ledende. 
Der er placeret sådanne apparater på forskellige steder hvor mennesker færdes. De er markeret med skilte eller symboler, så de er lette at få øje på. I Danmark må alle anvende en hjertestarter.

Udtrykket "hjerteløber" bruges dels om en ordning, dels om en frivillig person tilsluttet denne 'hjerteløberordning'.

## Galleri
| - Symboler - Et af mange symboler - Symbol med AED for Automatisk Ekstern Defibrillator - Svensk hjertestarter ved Sankt Nicolai kyrka, Örebro - Hjertestarter udenfor ved Jagtvej i Esbjerg |

| - Placering og øvelse med et AED-apparat - Elektroder til hjertestarter - Elektrodernes placering - Øvelse |